# Gianluca Piredda
Gianluca Piredda (Sassari, 14 maggio 1976) è un giornalista, scrittore e sceneggiatore italiano.
È specializzato come sceneggiatore di fumetti, apprezzato negli Stati Uniti, dove pubblica per alcune case editrici (tra le maggiori Antarctic Press e Image Comics), e in altre diverse nazioni dove le sue storie vengono tradotte. Oggi è uno degli autori dell'Editoriale Aurea per cui scrive, tra gli altri, Dago.

## Biografia
Ha iniziato a pubblicare nel 1991, facendo brevemente capolino sulla rivista Comix. Di seguito ha creato la sua prima strip intitolata Nelson & Kirby. La sua prima miniserie "importante" arriva nel 1997, e di lì a poco inizia a prendere contatto con gli Stati Uniti. Il suo primo lavoro proposto in America è Winds of Winter (2000), graphic novel opzionata dalla Solar Production per un film, e che gli ha aperto le porte del mercato internazionale.
Di seguito passa ai testi di Warrior Nun Areala per l'Antarctic Press. Nel 2005 arriva Free Fall, fumetto che diventa subito cult e che viene definito il prototipo del thriller del XXI secolo. Piredda alterna ai fumetti, anche la collaborazione con numerose riviste italiane ed estere, televisione, e, brevemente, l'attività di traduttore. È stato direttore responsabile di numerose riviste, tra cui Telefilm Magazine e delle edizioni italiane di SciFiNow e Weird Tales.
Nel 2009 ha creato il personaggio di Spektral, suo personale tributo al fumetto nero degli anni sessanta. Nel 2012 è impegnato nella maxiserie di Dave Ryan War of the independents ed è tornato all'Antarctic Press, per cui ha scritto Airboy in coppia con Chuck Dixon e per i disegni di Ben Dunn.
Nel 2016 esce Sardegna in cucina, un libro che racconta la storia enogastronomica dell'Isola attraverso le ricette tradizionali, edito da Iacobelli editore. Contemporaneamente inizia a collaborare con Aurea Editoriale, con cui pubblica le serie Freeman e Dracula in the west e scrive Dago.
Ha vinto il Premio Lorenzo Bartoli 2025 come Miglior Scrittore per Freeman.